# فينزيل غروبر
فينزيل غروبر (بالألمانية: Wenzel Gruber) هو عالم تشريح وبروفيسور نمساوي، ولد في 24 ديسمبر 1814 في Krukanice ‏ في التشيك، وتوفي في 30 سبتمبر 1890 في فيينا في النمسا.